# تایگا هاتا
تایگا هاتا (ژاپنی: 畑 大雅؛ زادهٔ ۲۰ ژانویهٔ ۲۰۰۲) یک بازیکن فوتبال اهل ژاپن است.
از باشگاه‌هایی که در آن بازی کرده‌است می‌توان به باشگاه فوتبال جوبیلو ایواتا اشاره کرد.